# Pseudocloeon obscurum
Pseudocloeon obscurum is een haft uit de familie Baetidae. De wetenschappelijke naam van de soort is voor het eerst geldig gepubliceerd in 1913 door Ulmer.
De soort komt voor in het Oriëntaals gebied.